# Bill Forsyth
William David Forsyth, meglio noto come Bill Forsyth (Glasgow, 29 luglio 1946), è un regista e sceneggiatore scozzese.

## Riconoscimenti
Due film diretti da Forsyth sono stati inseriti dal British Film Institute nella lista dei migliori cento film britannici del XX secolo: Gregory's Girl al 30º posto e Local Hero al 37º posto.

## Filmografia

### Cinema
- That Sinking Feeling (1980)
- Gregory's Girl (1981)
- Local Hero (1983)
- Comfort and Joy (1984)
- Una donna tutta particolare (Housekeeping) (1987)
- Ladro e gentiluomo (Breaking In) (1989)
- Le cinque vite di Hector (Being Human) (1993)
- Gregory's Two Girls (1999)

### Televisione
- Andrina – film TV (1981)